# Materialfehler

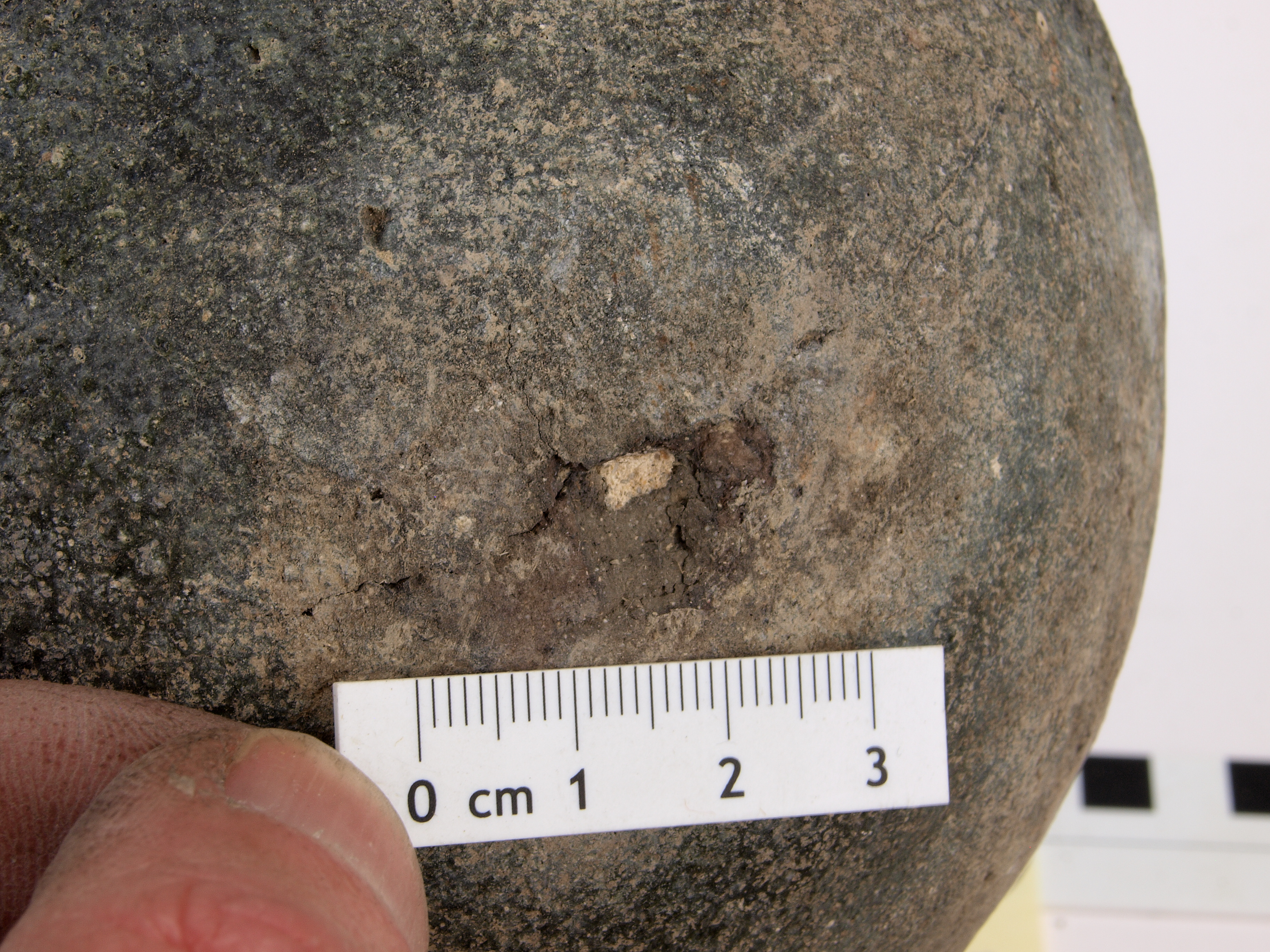
Kalkspatz in einer Gefäßwand mit kleiner Absprengung der Gefäßoberfläche

Materialfehler sind Fehler an oder in Materialien oder Werkstoffen, die selbst einen optischen, ästhetischen oder funktionalen Schaden darstellen oder bei weiterer Verwendung des fehlerhaften Materials zu einem Folgeschaden führen können. Entsprechend können Materialfehler unterschieden werden in sichtbare und verdeckte Materialfehler.
In der aktuellen DIN ISO 10110 zur Erstellung von Technischen Zeichnungen für optische Elemente und Systeme findet sich im Beiblatt 1 u. a. eine Gegenüberstellung der aktuellen Norm zur früheren DIN 3140, worin Toleranzen bzw. Grenzwerte für folgende Materialfehler behandelt werden:
- Teil 2 Spannungsdoppelbrechung
- Teil 3 Blasen und Einschlüsse
- Teil 4 Inhomogenitäten und Schlieren.

## Ursachen

### Immanente Materialfehler
Diese Materialfehler haften dem Material selbst an, z. B.:
- Haarrisse
- Lunker
- Gussfehler.

Sind Eigenschaften wie Porosität oder Einschlüsse von Fremdkörpern im Material unerwünscht, so können auch sie als immanente Materialfehler gelten.

### Fertigungsbedingte Materialfehler
Fertigungsbedingte Materialfehler sind auf Fehler in der Produktion oder bei der Weiterverarbeitung zurückzuführen, z. B.:
- Schlieren in Glas
- Webfehler bei Textilien
- Kalkspatz bei Keramik.

## Prüfung
Zur Prüfung auf Materialfehler bieten Metallurgie, Mess- und Prüftechnik verschiedene Prüfverfahren und Prüfinstrumente, z. B.:
- das Fluxgate-Magnetometer
- den Impulshammer
- die Sonografie bzw. die Ultraschallprüfung
- die Auflichtmikroskopie.